# هولي فاريل
هولي فاريل هي رسامة كندية، ولدت في 6 ديسمبر 1961.